# 장마르크 페레리
장-마르크 페레리(프랑스어: Jean-Marc Ferreri, 1962년 12월 26일, 론-알프 지방 샬리외 ~)는 프랑스의 전 프로 축구 선수로, 현역 시절 프랑스 국가대표팀 경기에 37번 출전해 3골을 기록했다. 그는 유로 1984에 프랑스 선수단 일원으로 참가하여 우승을 거두었고, 1986년 월드컵에도 참가해 3위를 차지했다.

## 수상
오세르
- 디비시옹 2: 1979–80

보르도
- 샬랭즈 데 샹피옹: 1986
- 디비시옹 1: 1986–87
- 쿠프 드 프랑스: 1986–87

마르세유
- 챔피언스리그: 1992–93
- 디비시옹 2: 1994–95

프랑스
- 유럽 선수권 대회: 1984
- 월드컵 3위: 1986

개인
- 유러피언컵 득점왕: 1987–88